# هانس خواكيم فريدريك فون سيدو
هانس خواكيم فريدريك فون سيدو (بالألمانية: Hans Joachim Friedrich von Sydow)‏ هو قائد عسكري ألماني، ولد في 13 مايو 1762 في Zernikow ‏ في ألمانيا، وتوفي بنفس المكان في 27 أبريل 1823.